# Byskilt
Et byskilt er en færdselstavle placeret i siden af vejen som markering af, at byzonen starter. For det meste er byskiltet overstreget med en rød linje på den ene side, der markerer, at byzonen slutter. Skiltet fortæller byens eller bydelens navn på det lokale officielle sprog og nogle gange på andre sprog. I nogle lande som Danmark anvendes byskiltet desuden til at markere en hastighedsbegrænsning i byzonen.
Tavlen er uafhængig af bygrænsen, og definerer alene om der køres ind eller ud af byens tættere bebyggede område. Tavlen med rød streg over definerer derfor kun at du er kørt ud af byens tættere bebyggede område, men ikke som man ellers kunne fristes til at tro, at man er kørt ud af byen. Der kan godt være områder uden tættere bebyggelse i bymidter, eksempelvis i forbindelse med en hovedvej.